# Sambrial
Sambrial (urdu: سمبڑيال) – miasto w Pakistanie, w prowincji Pendżab. Według danych na rok 2017 liczyło 109 438 mieszkańców.